# 杨元喜
杨元喜（1956年7月—），中国大地测量学家。出生于江苏姜堰。籍贯江苏姜堰。西安测绘研究所研究员。1980年毕业于郑州测绘学院大地系大地测量专业，1987年获该校大地测量专业硕士学位，1991年在中国科学院测量与地球物理研究所获大地测量专业博士学位。现任中国大地测量专业委员会副主任，陕西省大地测量专业委员会主任。2018年1月，当选第十三届全国政协委员。